# Бернд Шнайдер (пилот)
Вижте пояснителната страница за други личности с името Бернд Шнайдер.
Бернд Шнайдер (на немски: Bernd Schneider) е немски автомобилен състезател, петкратен шампион в Германския туристически шампионат и бивш пилот във Формула 1.

## Кариера
Шнайдер носи името на легендарния германски пилот Бернд Розенмайер победител в първото издание на Европейската ГП през 1936 г. След няколко години в юношенските картинг шампионати той печели Германския картинг шампионат през 1980 година. Две години по-късно печели Европейския картинг шампионат 1982. През 1983 печели и Африканския картинг шампионат. Следващите няколко години Шнайдер се състезава в сериите Формула Форд в Германия и навсякъде в Европа. През 1986 той се състезава в Германската Формула 3, където печели титлата следващата година.
Неочаквано Ерик Заковски дава шанс на Шнайдер да се състезава за Формула 1 за отбора на Закспийд през 1988 и 1989. Но той записва само 9 състезания, не участва в повечето стартове, отпада още в квалификациите. През 1990 решава да се състезава за Ероуз, преди да направи дебюта си в Световния шампионат за спортни автомобили за Порше в началото на деветесете години. Също така се състезава и в 24-те часа на Льо Ман.
През 1992 той се състезава в оригиналните серии на ДТМ като кара за AMG-Мерцедес. Шнайдер завършва трети в първия му сезон, но през 1995 печели титлата карайки AMG-C класа. Състезава се и в GT шампионат организиран от ФИА, където през 1997 печели титлата след като е начело в шест състезания. Когато ДТМ се завръща през 2000 година той печели титлата още в първия сезон на възстановената серия както и през 2001 и 2003. Той също така е и съотборник и на Мика Хакинен в AMG-Мерцедес и автомобил „CLK GTR“ през 2005.
Шнайдер прекратява своята кариера в края на 2008 в ДТМ на 21 октомври.